# Lasergame
Lasergame eller Laserworld (även kallat Laserdome eller engelskans Laser tag) är en lag- eller individuell sport, där spelarna försöker få så många poäng som möjligt genom att skjuta på diverse mål, oftast en motståndare eller stationära objekt. Vanligast är en handhållen IR-signalpistol. IR-mottagare bärs oftast av en motspelare eller är inbyggt i den bana man spelar på. 
Det datorstyrda systemet involverar en sändare (vapen) och en mottagare (oftast en väst eller ett stationärt mål). I många fall så sitter det en lågspänningslaser på sändaren för visuella effekter. Vid en första blick så verkar lasergame vara väldigt likt paintball och andra simulerade stridsspel, men värt att nämna är att lasergame är både en databeroende och exceptionellt mångsidig typ av spel. De flesta lasergame-utrustningarna används till en typ av spel med enkla regler och mål, men det går lätt att ändra till ett mer intensivt spel med svårare regler, uppgifter och mål. Några av de vanligare ändringarna är växlingen mellan singel- och multispel, men även då programvaran kan variera från spelare till spelare. 
Lasergame kräver specialiserad elektronik till vapnen och en datorstyrd programvara till spelet och poängen. 
Patentskyddad utrustning är tillverkad av en stor mängd tillverkare. Vissa tillhandahåller allt från personalkläder till specifik materia till arenan såsom minor eller baser, och i vissa fall även färdiga arenakonstruktioner. 
Lasergame är populärt i alla åldrar, och det är mer fysiskt krävande än andra simulerade vapensporter, trots förbud att springa på de flesta inomhusbanor.

## Historia
I slutet av 70-talet och en bit in på 80-talet utvecklade USA:s armé ett system där man i träningssyfte sköt på varandra med infraröda strålar, sk. MILES (sv. SimFire). MILES system är väldigt likt lasergame då man skjuter infraröda strålar på mottagare som registrerar träffar och poäng. Liknande system tillverkas av militära styrkor världen över i träningssyfte till soldaterna.
Den första kända leksakspistolen med IR-sändare/mottagare tillverkades och marknadsfördes 1979 som Star Trek Electronic Phaser Gun set. 1977 började George Carter III att designa och utveckla ett system för sin nya affärsidé - Photon. Första lasergamearenan öppnades i Dallas i USA 1984, spelarna kunde komma till banan och tävla mot varandra, men ännu fanns ingen utrustning att köpa på marknaden. 1986 kom Photons första leksakslaservapnen till salu i leksaksaffärerna, strax följda av World of Wonders version av vapnen. Photons leksaksvapen blev årets julklapp 1986 i USA. Strax efter spelade miljontals barn i USA lasergame. Inom 2 år var lasergame kända över hela världen och fler och fler tillverkare grundades. World of Wonders gick i konkurs 1988, och Photon följde efter 1989.
Idag finns det lasergamearenor runt om i hela världen och allt ifrån blinkande leksaksvapen till professionella militära versioner.

## Utrustning och teknologi
I grunden så är laservapnen nästan uteslutande IR-sändare. Inomhus så är det vanligt med en laserpekare på vapnet, den tillsammans med teater-rök gör den rätta visuella effekten i spelet. Lasern har ingen betydande funktion när det gäller att sända en skottsignal.
IR-sändaren skickar en signal till mottagaren innehållandes information om tex. sin identitet och antal poäng, så man sedan kan avläsa på datorn vem som träffade vem och vem som fick flest poäng.

## Inomhusutrustning
Inomhus spelas laserspel oftast på en mörk spelplan. Västarna och vapnen är anpassade för just den banan med ev. minor och mål. Allt är ihopkopplat till en speldator som sköter inställningar, poäng och i vissa fall även musik.
Uppbyggnaden av spelplanen är A och O. Den ska kunna passa alla både nybörjare som veteraner, i många fall så krävs det både taktik och fysik för att kunna vinna en match. 
Laserspels-utrustning som är byggd för inomhusbruk får ganska dålig prestanda om man använder den utomhus i dagsljus eller på långa avstånd. Användning av utrustningen utanför spelplanen brukar inte vara det lättaste då den under spelets gång måste ha tillgång till speldatorn.

## Utomhusutrustning
Utomhusutrustning kräver en annan design jämfört med inomhusutrustningen. 
Som regel så är den gjord för att fungera på längre avstånd, och starkare signaler för att klara av dagsljuset.
En spelplan utomhus är oftast tagen direkt ur verkligheten, en gammal ruinstad eller en skog brukar vara vanligt. Men även en paintballbana brukar fungera mycket bra, möjligheterna är många.